# Edgar Moon
Edgar "Gar" Moon (3 de diciembre de 1904 - 26 de mayo de 1976) fue un tenista australiano recordado por haber ganado los 3 títulos masculinos (incluido el dobles mixto) del Campeonato Australiano a fines de los años 1920 y principios del 30.

## Torneos de Grand Slam

### Campeón Individuales (1)
| Año  | Torneo                 | Oponente en la final | Resultado   |
| 1930 | Campeonato Australiano | Harry Hopman         | 6-3 6-1 6-3 |

### Campeón Dobles (1)
| Año  | Torneo                 | Pareja        | Oponentes en la final           | Resultado         |
| 1932 | Campeonato Australiano | Jack Crawford | Harry Hopman / Gerald Patterson | 12-10 6-3 4-6 6-4 |

### Finalista Dobles (3)
| Año  | Torneo                 | Pareja        | Oponentes en la final            | Resultado           |
| 1928 | Campeonato Australiano | Jim Willard   | Jean Borotra / Jacques Brugnon   | 2-6 6-4 4-6 4-6     |
| 1929 | Campeonato Australiano | Jack Cummings | Jack Crawford / Harry Hopman     | 1-6 8-6 6-4 1-6 3-6 |
| 1933 | Campeonato Australiano | Jack Crawford | Keith Gledhill / Ellsworth Vines | 4-6 8-10 2-6        |